# Christine Decodts
Christine Decodts, née le 19 mai 1966 à Dunkerque, est une femme politique française. Elle est élue conseillère départementale du Nord en 2021 et députée en 2022.

## Biographie
Après avoir étudié dans les domaines du développement social local et de la politique de la ville, Christine Decodts commence sa carrière en 1988 dans le domaine associatif auprès des habitants des quartiers prioritaires de la ville de Dunkerque. En 1995, elle devient directrice de la politique de la ville à Saint-Pol-sur-Mer où elle est restée 23 ans.
En 2018, Christine Decodts rejoint la communauté urbaine de Dunkerque en tant que chargée du domaine de parcours de réussite et de la transformation sociale dans le cadre des quartiers en rénovation urbaine.
À la suite des élections municipales de 2020, Christine Decodts devient adjointe au maire de Dunkerque chargée du travail et de l’insertion professionnelle et devient présidente de l'association Entreprendre Ensemble. 
Christine Decodts est élue, en binôme avec Grégory Bartholoméus, conseillère départementale du Nord dans le canton de Dunkerque-1 en 2021.
Le 19 juin 2022, elle est élue députée dans la treizième circonscription du Nord avec 52,29 % des voix.
Le 22 septembre 2022, en raison de la règle sur le cumul des mandats, elle démissionne de son mandat d'adjointe au maire de Dunkerque mais reste présidente de l'association Entreprendre Ensemble.
Alors que son mandat est écourté le 9 juin 2024 en raison d'une dissolution parlementaire décidée par Emmanuel Macron, Christine Decodts ne se représente pas aux élections législatives anticipées.